# II Field Force Vietnam
II Field Force Vietnam (dobesedno 2. poljska sila Vietnam) je bila štabna enota Kopenske vojske Združenih držav Amerike, ki je delovala med vietnamsko vojno.

## Organizacija
V času vojne so bile naslednje enote dodeljene poveljstvu:
- 1. konjeniška divizija
- 1. pehotna divizija
- 9. pehotna divizija
- 25. pehotna divizija
- 3. brigada, 82. zračnoprevozna divizija
- 173. zračnoprevozna brigada
- 196. pehotna brigada
- 11. oklepni konjeniški polk